# Río Saluén
El Saluén (en tailandés, สาละวิน Salawin ; en chino, 萨尔温; pinyin, Sà'r wēn) es un largo río que discurre por el Sureste Asiático.
Nace en el este del Tíbet, fluyendo generalmente hacia el sur a través de la provincia de Yunnan, China, y al este de Birmania, desembocando en el golfo de Martaban del mar de Andamán en Mawlamyaing. Tiene una longitud de 2815 km y drena una cuenca de 325 000 km².
En su curso inferior delimita la frontera entre Birmania y Tailandia en un tramo de unos 130 km. Es el segundo río más largo de Birmania, después del río Irawadi. Solamente es navegable en embarcaciones pequeñas en ciertos tramos, ya que hay zonas de peligrosos rápidos que impiden su uso como vía navegable.
China planea construir en los próximos años una gran cantidad de represas en la región, sin coordinación ni acuerdo previo alguno con las otras dos naciones que se encuentran río abajo. Está considerado como el segundo río más contaminado del mundo, detrás del río Citarum.

## Geografía y nombres
La cuenca del Saluén abarca aproximadamente 325 000 km², de los cuales el 52% está en China, el 41% en Birmania y el 7% restante en Tailandia. La cuenca es extremadamente larga y estrecha, está situada entre los sistemas fluviales Irrawaddy y Brahmaputra al oeste y el sistema Mekong al este, y comparte un límite más corto con el sistema Yangtze al norte. Con una altitud media de 3515 m, la cuenca del Saluén incluye numerosas cadenas montañosas glaciares, y el río fluye en gran parte de su longitud a gran altura. En China, la cuenca del Saluén llamada Río Nu (en chino, 怒江; pinyin, Nù jiāng) baña la Región Autónoma del Tíbet y Yunnan. En Birmania el Saluén fluye a través de los estados de Shan, Kayah (antiguo Karenni), Kayin (antiguo Karen) y Mon. En Tailandia, el Saluén limita únicamente con la provincia de Mae Hong Son, con afluentes que se extienden hasta Chiang Mai, Tak y la provincia de Kanchanaburi.
El caudal medio en la frontera entre China y Birmania es de 68,74 km³/año, o alrededor de 2200 m³/s. A lo largo de la frontera entre Birmania y Tailandia, el Saluén tiene un caudal anual medio de 200 km³ o más de 6300 m³/s. La tasa de flujo estimada en la boca es de 210 km³/año, o 6600 m³/s. Aproximadamente el 89% del caudal anual se produce en la temporada de los monzones (de mediados de mayo a noviembre) y sólo el 11% en el resto del año.
La población de la cuenca del Saluén se estima en 24 millones, o 76 hab./km². Aproximadamente 10 millones de personas viven adyacentes o cerca del río propiamente dicho. Los habitantes de la cuenca del Saluén representan una gran diversidad de grupos étnicos. En China, la cuenca del Saluén alberga blang, derung, lisu, nu, palaung (De'ang), shan, tibetanos y wa. En Birmania y Myanmar, los principales grupos étnicos incluyen Akha, Lahu, Lisu, Hmong, Kachin, Karen, Karenni, Kokang, Pa'O, Shan y Yao.  Las densidades de población más altas se encuentran en el estado de Mon (300 hab./km²) y Yunnan (100 hab./km²), mientras que la densidad de población más baja se encuentra en el Tíbet (solamente 5 hab./km²).

### Alto Saluén (China)

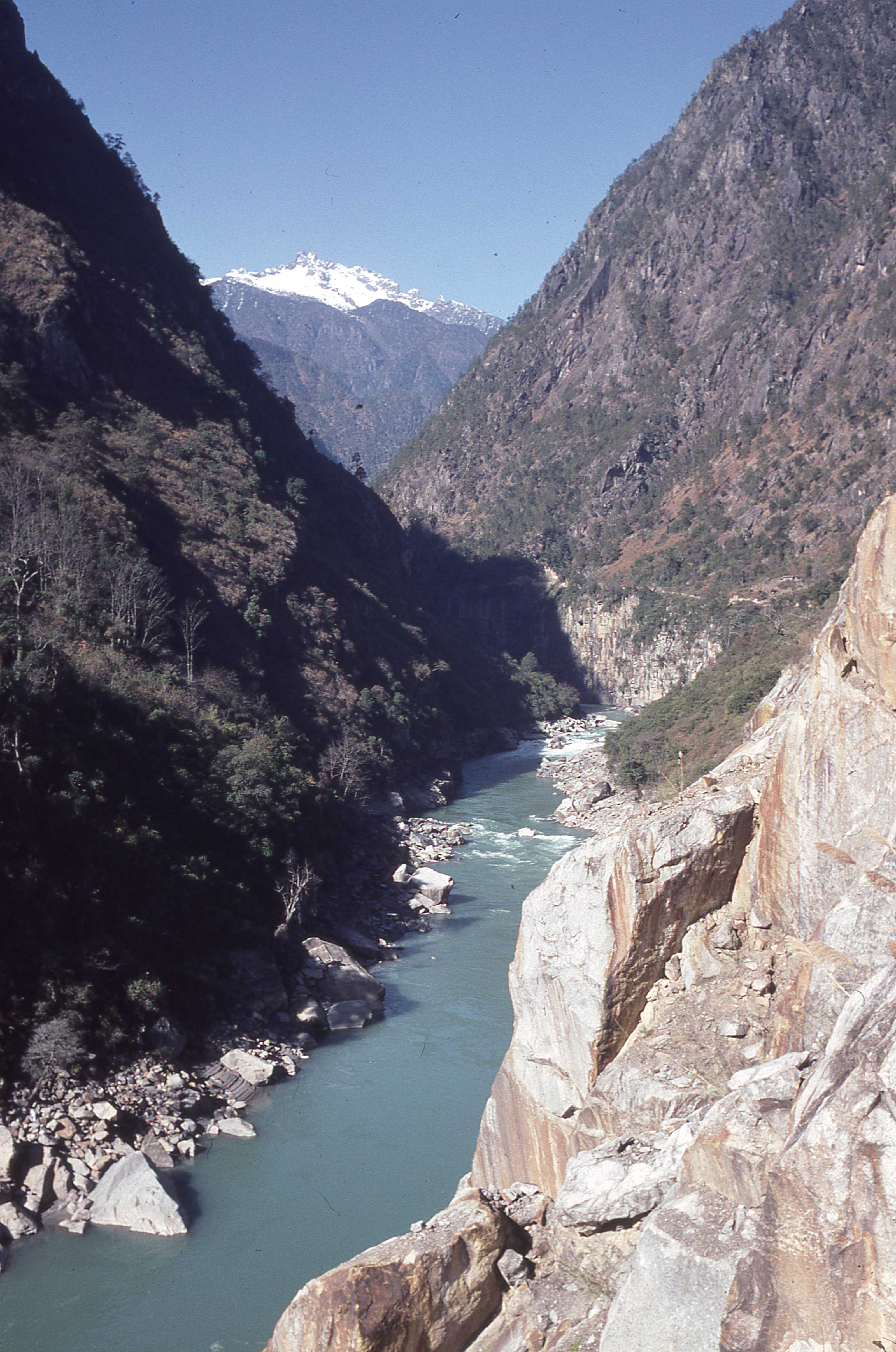
Río Saluén cerca de Bingzhongluo, Yunnan

El Saluén se origina en las montañas Tanggula en la meseta tibetana central. Las cabeceras se encuentran cerca del pico Dengka, al este del paso Tanggula. La fuente más alta es el glaciar Jiangmeiergang Galou, 5432 m s. n. m. sobre el nivel del mar. Los diversos arroyos de cabecera fluyen hacia el suroeste a través de valles de alta montaña y se acumulan en el lago Cona , a 4594 m. Aguas abajo del lago, la sección tibetana del río se llama Gyalmo Nagqu, 'río negro'. En el Tíbet, el río fluye principalmente dentro de la prefectura de Nagqu.
Desde el lago Cona, el río fluye hacia el sur y gira hacia el este cerca de la ciudad de Nagqu, donde se encuentra la estación hidroeléctrica Chalong. Más al este, el río está represado en la estación hidroeléctrica más pequeña de Jiquan. En 2017, estas eran las únicas dos presas en el río Saluén propiamente dicho. Continuando hacia el este, se le unen los ríos Ka, Suo y Ga, todos fluyendo desde la vertiente sur de las montañas Tanggula. En el condado de Biru, el río comienza una serie de vueltas al sur y al sureste, pasando por la prefectura de Nyingchi. Poco antes de entrar en Yunnan, se une desde el este el río Yu, su afluente más largo dentro de China.
La parte tibetana de la cuenca del Saluén está poco poblada, especialmente en las regiones de cabeceras heladas donde las precipitaciones son escasas y el caudal de los ríos depende casi por completo del deshielo de los glaciares. La cuenca superior del Saluén incluye más de 12 000 km2 de glaciares.
En Yunnan, el Saluén se conoce como el río Nu (怒江), en honor al pueblo indígena Nu, pero también se traduce literalmente como 'río enojado'. (El carácter es solo un homófono, debido a que el chino no tiene escritura fonética). Durante más de 1000 km, el Saluén corre paralelo y al oeste de las cabeceras del Mekong y el Yangtze, separadas por altas cordilleras de las montañas Hengduan. Las montañas Gaoligong al oeste de Saluén forman la frontera entre China y Birmania. Entre los ríos Saluén y Mekong alrededor de la frontera entre el Tíbet y Yunnan se encuentran las montañas de Meili Xue Shan, que incluyen el Kawagarbo, el pico más alto de la cuenca del Saluén (6740 m).
Gran parte del río dentro de Yunnan es parte de las Áreas protegidas de los tres ríos paralelos de Yunnan, desde 2003 un sitio del Patrimonio Mundial. Formando cañones de hasta 4500 m de profundidad, esta sección a menudo se llama el «Gran Cañón del Este».
Continuando hacia el sur, el río cruza la meseta Yunnan-Guizhou a través de una serie de profundos cañones divididos por valles más anchos. En el condado de Longling se le une al río Kuke y gira hacia el oeste, entrando en Birmania. La longitud total del río en China es de 1948 km, sin incluir un segmento corto de 25 km a lo largo de la frontera entre China y Birmania. Para cuando deja China, el Saluén ha descendido más de 4000 m desde su origen.

### Bajo Saluén (Birmania y Tailandia)

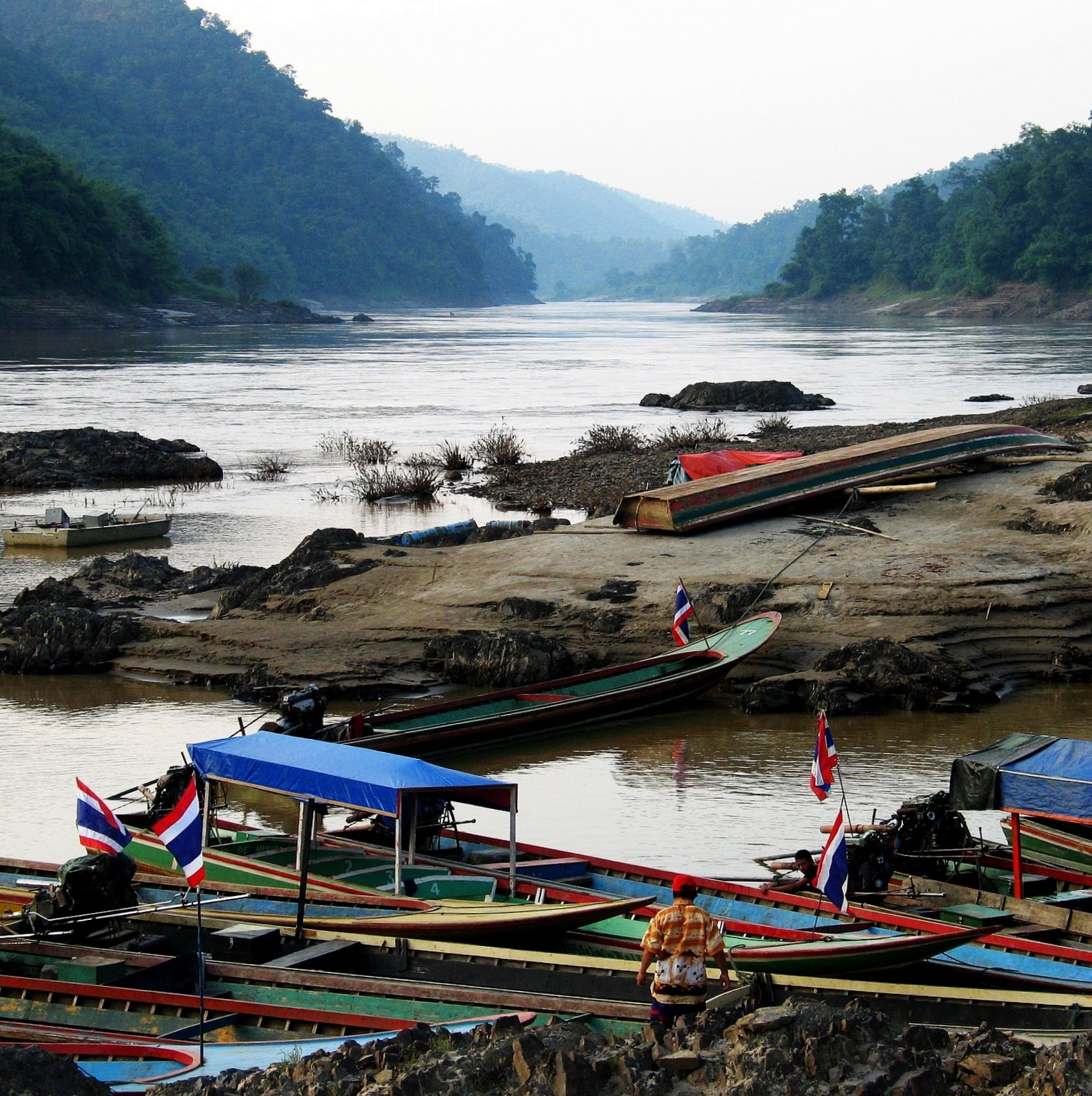
El río visto desde Mae Sam Laep (orilla izquierda de Birmania), entre Birmania y Tailandia

En Birmania, el río Saluén se conoce oficialmente como Thanlwin;; en el estado de Shan, al que entra el río inmediatamente después de salir de China, también se le conoce como Nam Khone. Girando hacia el sur, el río dibuja un curso sinuoso a través de la vasta región de las tierras altas conocida como las montañas Shan. Esta zona se caracteriza por una topografía compleja y quebrada de pequeñas cadenas montañosas, mesetas y acantilados, a través de los cuales el Saluén ha tallado una extensa serie de gargantas. A medida que el Saluén fluye hacia el sur y cae en altitud, viaja de zonas climáticas templadas a subtropicales y finalmente tropicales, con precipitaciones anuales que varían de 1200 a 2000 milímetros en el área de las Shan Hills. La longitud total del río en Birmania y Tailandia es de 1316 km.

En los estados de Shan y de Karenni (estado de Kayah) desaguan varios grandes afluentes, como el río Nanding y el río Hka (278 km), desde el este, y los ríos Pang (325 km), Teng (449 km) y Pawn (338 km) desde el oeste.  El río Pang es conocido por sus extensas formaciones de piedra caliza cerca de la confluencia con el Saluén, donde se rompe en una miríada de cataratas, canales e islotes conocidos como Kun Heng, 'Mil Islas'. El lago Inle, el segundo lago más grande de Birmania y una Reserva Mundial de la Biosfera, desemboca en el Saluén a través del río Pawn.
Más al sur, el río entra en el estado de Karen (Estado de Kayin) y forma la frontera entre Birmania y Tailandia durante unos 120 kilómetros (74,6 mi). En Tailandia, el río se conoce como Salawin; gran parte del lado tailandés de la frontera es parte del Parque nacional de Lum Nam Khong (antiguo parque nacional Salawin) y del Santuario de Vida Silvestre Salawin. En el extremo sur de la sección fronteriza se le une el río Moei (332 km) que fluye hacia el noroeste, que forma la frontera entre Birmania y Tailandia al sur de este punto. En el estado de Karen, el río fluye a través de colinas de piedra caliza kárstica donde numerosas cuevas y formaciones rocosas inusuales bordean las orillas, particularmente alrededor de la ciudad de Hpa-An.
El Saluén emerge de las montañas hacia la llanura costera cerca del municipio de Hlaingbwe. Cerca de la costa, las precipitaciones anuales alcanzan los 4000 a 5000 milímetros, lo que sustenta una densa selva tropical y una productiva industria arrocera. El río fluye unos 100 km más antes de terminar en un modesto delta y estuario en Mawlamyine en el  Estado de Mon. Las mareas se dejan sentir en el Saluén hasta 75 km aguas arriba. En este tramo se le une el río Gyaing (250 km), que llega desde el este, y el río Ataran (249 km), desde el sureste. El puente Thanlwin, el segundo puente más largo de Birmania, conecta Mawlamyine con Mottama. El río combinado luego irrumpe en los canales Dayebauk (norte) y Mawlamyine (sur), formando la isla Bilugyun antes de desembocar en el golfo de Martaban.

### Afluentes
| Afluentes del río Saluén | Afluentes del río Saluén | Afluentes del río Saluén                    | Afluentes del río Saluén                   | Afluentes del río Saluén | Afluentes del río Saluén | Afluentes del río Saluén |
| Nombre                   | País                     | Estado/provincia                            | Coordenadas de la boca                     | Longitud (km)            | Cuenca (km²)             |                          |
| ------------------------ | ------------------------ | ------------------------------------------- | ------------------------------------------ | ------------------------ | ------------------------ | ------------------------ |
| Río Ataran               | Birmania                 | Estado de Mon                               | 16°31′12″N 97°39′33″E / 16.52000, 97.65917 | 249                      | 5930                     |                          |
| Río Gyaing               | Birmania                 | Estado de Mon                               | 16°33′08″N 97°39′49″E / 16.55222, 97.66361 | 250                      | 9386                     |                          |
| Río Dontham              | Birmania                 | Estado de Mon                               | 16°41′27″N 97°35′18″E / 16.69083, 97.58833 | 148                      | 2143                     |                          |
| Río Yunzalin             | Birmania                 | Estado de Kayin                             | 17°22′44″N 97°40′04″E / 17.37889, 97.66778 | 219                      | 3031                     |                          |
| Río Moei                 | Birmania/Tailandia       | Estado de Kayin / Provincia de Mae Hong Son | 17°49′57″N 97°41′30″E / 17.83250, 97.69167 | 332                      | 14 978                   |                          |
| Río Pawn                 | Birmania                 | Estado Kayah                                | 18°52′53″N 97°19′36″E / 18.88139, 97.32667 | 338                      | 19 145                   |                          |
| Río Pai                  | Birmania                 | Estado Kayah                                | 19°08′45″N 97°32′38″E / 19.14583, 97.54389 | 205                      | 7178                     |                          |
| Río Teng                 | Birmania                 | Estado Shan                                 | 19°51′42″N 97°44′43″E / 19.86167, 97.74528 | 449                      | 15 340                   |                          |
| Río Hsim                 | Birmania                 | Estado Shan                                 | 20°47′37″N 98°30′15″E / 20.79361, 98.50417 | 243                      | 5221                     |                          |
| Río Pang                 | Birmania                 | Estado Shan                                 | 20°57′21″N 98°30′01″E / 20.95583, 98.50028 | 325                      | 12 427                   |                          |
| Río Hka (río Nanka)      | Birmania                 | Estado Shan                                 | 21°33′09″N 98°37′35″E / 21.55250, 98.62639 | 278                      | 10 326                   |                          |
| Río Nanding              | Birmania                 | Estado Shan                                 | 23°24′43″N 98°40′27″E / 23.41194, 98.67417 | 266                      | 8322                     |                          |
| Río Kuke                 | China                    | Yunnan                                      | 24°19′54″N 99°10′57″E / 24.33167, 99.18250 | 175                      | 6610                     |                          |
| Río Yu (Tíbet)           | China                    | Tíbet                                       | 28°35′49″N 98°21′54″E / 28.59694, 98.36500 | 453                      | 9389                     |                          |
| Río Leng                 | China                    | Tíbet                                       |                                            | 133                      | 3113                     |                          |
| Río Ba (Tíbet)           | China                    | Tíbet                                       |                                            | 111                      | 3792                     |                          |
| Río Ga                   | China                    | Tíbet                                       | 31°09′47″N 95°15′53″E / 31.16306, 95.26472 | 168                      | 4812                     |                          |
| Río Suo                  | China                    | Tíbet                                       | 31°45′37″N 93°44′57″E / 31.76028, 93.74917 | 264                      | 13 939                   |                          |
| Río Ka (Tíbet)           | China                    | Tíbet                                       |                                            | 214                      | 8489                     |                          |